# Barges (Alta Saona)
Barges è un comune francese di 114 abitanti situato nel dipartimento dell'Alta Saona, nella regione della Borgogna-Franca Contea.

## Società

### Evoluzione demografica
Abitanti censiti